# Briana Evigan
Briana Barbara-Jane Evigan (* 23. Oktober 1986 in Los Angeles, Kalifornien) ist eine US-amerikanische Schauspielerin und Tänzerin.

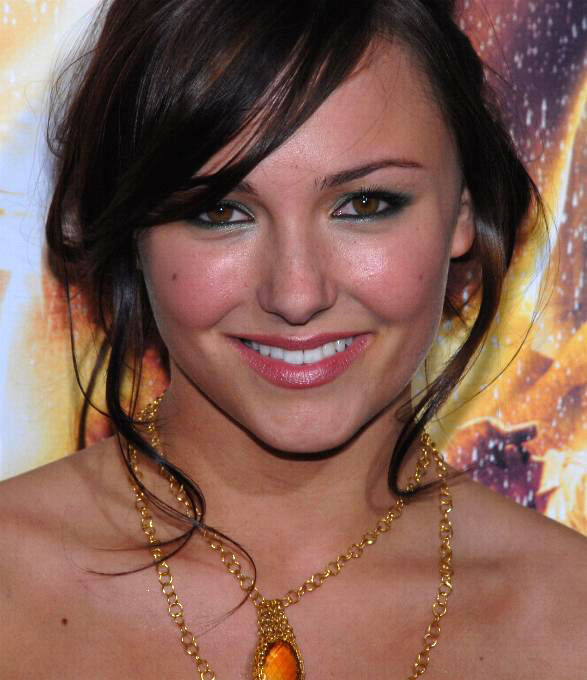
Briana Evigan 2008

## Leben
Die Tochter des Schauspielers Greg Evigan und der in den 1970er-Jahren ebenfalls gelegentlich als Schauspielerin tätigen Pamela Serpe stand 1996 in dem Horrorthriller House of the Damned an der Seite ihres Vaters erstmals vor der Kamera. 2003 war sie in der Hauptrolle der Rahmenhandlung des Musikvideos zur Linkin-Park-Single Numb zu sehen. 2004 hatte sie eine kleine Rolle in dem Kurzfilm Something Sweet, eine weitere 2006 in der Komödie Bottoms Up mit Paris Hilton.
Den Durchbruch der trainierten Tänzerin als Schauspielerin markierte 2008 die Hauptrolle in dem Tanzfilm Step Up to the Streets, einer losen Fortsetzung des erfolgreichen Films Step Up von 2006 mit Channing Tatum. Der Kritiker James Berardinelli bezeichnete die „fitte und attraktive“ Briana Evigan mit ihrer tänzerischen Leistung als schon ausreichenden Grund, den Film zu empfehlen. Step Up to the Streets erreichte beim US-Kinostart im Februar 2008 „beeindruckende“ Umsatzzahlen und schnitt diesbezüglich ähnlich gut ab wie sein Vorgänger von 2006.
Ihre ältere Schwester Vanessa Lee Evigan ist ebenfalls Schauspielerin.

## Filmografie (Auswahl)
- 1996: House of the Damned
- 2004: Something Sweet
- 2006: Bottoms Up
- 2008: Step Up to the Streets (Step Up 2 the Streets)
- 2008: Fear Itself (Fernsehserie, Folge 1x06 New Year’s Day)
- 2009: S. Darko
- 2009: Schön bis in den Tod (Sorority Row)
- 2010: Burning Bright – Tödliche Gefahr
- 2010: Mother’s Day – Mutter ist wieder da (Mother’s Day)
- 2011: Subject: I Love You
- 2012: Der Übergang (Rites of Passage)
- 2012: The Devil’s Carnival
- 2012: Mine Games
- 2012: Stash House
- 2012: A Star for Christmas (Fernsehfilm)
- 2013: Longmire (Fernsehserie, Folge 2x02 Erhörtes Gebet)
- 2013: She Loves me Not
- 2014: A Certain Justice
- 2014: Lethal Punisher: Kill or be killed (Puncture Wounds)
- 2014: Step Up: All In
- 2014: Lap Dance
- 2014: Paranormal Island
- 2015: ToY
- 2015: Once Upon a Holiday (Fernsehfilm)
- 2015: From Dusk Till Dawn: The Series (Fernsehserie)
- 2016: Monday at 11:01 A.M.
- 2016: Love Is All You Need?
- 2016: Alleluia! The Devil’s Carnival
- 2017: The Good Nanny (Nanny’s Nightmare)
- 2017: SockMonster (Kurzfilm)
- 2018: Angel of Anywhere (Kurzfilm)
- 2018: My Husband’s Secret Wife
- 2018: River Runs Red

## Musikvideo
- 2003: Linkin Park: Numb

## Auszeichnungen
- 2008: MTV Movie Award für den Best Kiss (mit Robert Hoffman) in Step Up to the Streets
- 2009: ShoWest Award für den Female Star of Tomorrow in Sorority Row.